# 来世ではちゃんとします
『来世ではちゃんとします』（らいせではちゃんとします）は、いつまちゃんによる日本の4コマ漫画。『グランドジャンプ』（集英社）にて、2018年5号に読み切りとして掲載された後、同誌にて連載中。同社の『グランドジャンプめちゃ』『グランドジャンプむちゃ』にも掲載。CG制作会社に勤める女性を中心とした性生活を描くコメディー。略称は「来世ちゃん」。話数は〇発目で表記。
2020年1月期にテレビ東京の「ドラマパラビ」枠でテレビドラマ化され、2023年1月までに同枠で連続ドラマが3シーズン、スペシャルドラマが1作、配信オリジナルドラマ1作（全3話）が制作されている。

## あらすじ
CG制作会社「スタジオデルタ」を舞台に、性依存系女子・大森桃江、隠れ処女ギャル・高杉梅、女たらしなイケメン・松田健、処女厨のセカンド童貞・林勝、ソープ嬢にガチ恋中・檜山トヲルなど、性的にこじらせた者たちの生態を描く。

## 登場人物

### 主要キャラ
主要キャラは全員「(株)スタジオデルタ」で働いている。社員は全員3DCGのデザイナー。
大森桃江（おおもり ももえ）
性依存系女子。27歳。
承認欲求と性的探究心の塊で、複数人のセフレがいる（後述）。イケメンが好きだが女性同士も可能。セックスは金がかからず快楽を得られる合理的な趣味だと考えている一方で本命の彼女として誰にも選ばれないことを虚しいと感じている。
幼少期に父親は不倫をして家を出た。結婚を考えて5年以上付き合った彼氏と破局し、その男は３ヶ月後に別の女性と結婚した。大学デビューしており、高校時代には容姿へコンプレックスがあった。これらの過去が現在の屈折した性癖に結びついている。
築30年の鉄骨マンションに住んでおり、部屋が散らかっているので人を呼びたくない。
高杉梅（たかすぎ うめ）
桃江の同期。通称梅ちゃん。27歳。恋愛に全く興味がないアセクシュアルで、BL好き。隠れ処女ギャル。ギャルと人物紹介されるが見た目によるものであり、本人にそのつもりはない。時々辛辣で的確なことを言う。
人前では経験者を装っているが、女同士のエグい下ネタ話は苦手。また、カップルを見ると夜中の姿を想像してしまう癖がある。
スーパー銭湯に行くことが日課。会社に泊まることが多いが、会社でも自宅のようにリラックスして快適に過ごしている。
さも丸の名前で同人活動をしている。ドラマ版で出てくる梅の同人誌は加村カロが描いている。そのイラストは原作74発目でも使われた。
17発目でペットとしてアリを飼い始めた。18発目ではネイチャーアクアリウムも始めている。将来的にはハダカデバネズミをコロニー飼いすることを目標としている。
アリ系YouTuberと交流があり、自身も数回配信している。
松田健（まつだ けん）
女性の扱いがうまい魔性のヤリチン男。26歳。整った顔立ちに切れ目のイケメン。一見地味だが、清潔感もある。複数人のセフレがいる。
無責任に女を弄ぶ遊び人気質で、親密になった女たちをことごとくメンヘラ化させている。ヒモの才能もあり、まず仲良くなって相手にだけ心を開いているように見せかけ、生命力のない所を女に見せつけることでヒモとなる。
林勝（はやし まさる）
処女厨のセカンド童貞。26歳。
初彼女を寝取られた過去により処女以外を信用できなくなり、以後セカンド童貞を通している。経験の少なさから女性を見た目で判断する傾向がある。
マッチングアプリを用いて出会いを求めている。凪ともマッチングアプリを通して知り合った。
明るく体育会系である一方で、ネットストーカー気質がある。現在も結婚した元彼女のSNSを監視していたり、凪と知り合った際にも少ない情報からSNSアカウントを探し出し、凪を唖然とさせた。
凪のことは一線を超えないように友人だと思い込もうとしているが、体が反応してしまうことや普段からエネマグラなどを使用していることがバレているために翻弄されている。
ホラー（スプラッタ、サスペンス、サイコスリラー）映画を好む。部屋にはホラー映画のキャラクターフィギュアが飾られている。
檜山トヲル（ひやま トヲル）
職場のチームリーダー。29歳。副業で広告漫画を描いている。同人活動も盛んであり、人気がある。
ソープ嬢の心ちゃんに金を貢ぎまくっている。心ちゃんとの性行為を楽しんでいる反面、異性として心から受容されない寂しさを抱えている。
いつも運が悪くて災難続きなため、彼が上機嫌の時は他の社員も上機嫌になる。
商業少年誌別冊少年ギャンギャン編集から声をかけられる。担当編集者による度重なるネーム変更の末に52発目で少年ジャンピオンから読切漫画『東京ディストピア物語』でデビューする。その後 連載化しており、単行本も出した。

### サブキャラ

#### 主要キャラのセフレ
桃江のセフレ
桃江とは全員マッチングアプリで知り合っている。
Aくん（エーくん）
一流商社勤務。29歳。高学歴・高収入で顔も良い。実家は世田谷にある。
桃江はセフレの中で一番気に入っており、恋をしている。
急な呼び出しをすることが多いが、それすらも桃江は奴隷プレーの前戯と考えて楽しんでいる。
３発目で彼女ができるが、桃江との関係は続いている。性癖はハードコアなSMを好む。
ドラマ版では学生時代から菜々という彼女と付き合っているが、自身の浮気が原因で何度も別れてはよりを戻している（桃江と関係を持つようになったのは前回別れた時から）。
Bくん（ビーくん）
広告代理店勤務。30歳。本名は伴之木文吾（ばんのき-ぶんご）。
家庭環境が良くないらしく、家族や地元の話はしない。何かと闇が深い。
性格と性癖が屈折していて、めんどくさい執着心を持つやきもち焼き。
Cくん（シーくん）
メーカー勤務。28歳。体育会系の営業マンで、一晩に何度もできるほどの性欲お化け。
幼少期、父親が浮気性で母親がヒステリックだったため甘えられず、その寂しさを女の子で癒している。
48発目で看護師 の彼女ができる。本人は隠していたが、桃江にはすぐばれた。
Dくん（ディーくん）
元ヤンのフリーター。21歳。凪の兄で、本名は大地（だいち）。クーラーも無い4畳半のボロアパートに住んでいる。
収入が不安定なため割り勘も多いが、高校時代の青春を味わえるため桃江は気に入っている。若いためセックスもガツガツしている。
両親の金で中国に留学した が、中国語が難しいという理由で2日で帰国した。
Eくん（イーくん）
個人投資家。27歳。岐阜出身。麻布の高級マンションに住むお金持ち。
ヤりたい職業リストを作っている。桃江のセフレの中では一番のヤリチンだが、唯一桃江と同じで思春期にまともな恋愛をしていない。
Fくん（エフくん）
理系の高学歴大学生（東京工業大学）。ドラマ版では東京国立大学という架空の大学に変更されている。
実家は京都の老舗和菓子店。
18発目で桃江と知り合い、童貞を捨てた。
桃江は彼にサキと名乗っている。
桃江とは付き合っているつもりだったが、桃江にとってはセフレである。その罪悪感に耐えられなくなった桃江に別れられてしまう。
松田のセフレ
桜木亜子（さくらぎ あこ）
セフレ初心者。松田のセフレから本命（彼女）になりたいと思っているが、松田からはうまくあしらわれている。
実家でポヘという名のフレンチブルドッグを飼っており、時折預かっている。松田はポヘを目当てに亜子の家を訪れることも多い。
去年から一人暮らしをしており、実家には両親と妹真子（まこ）がいる。

#### 栗山家
両親共に教師で公務員。実家は鹿児島にあり、ダルメシアンを飼っている。
栗山凪（くりやま なぎ）
美形で華奢な女装男子。19歳。服飾系の学生。ゲイ。YouTuber。
凪は偽名であり、本名は雄次郎（ゆうじろう）。
有名私立男子高校出身。高校時代は男子校の姫だった。
趣味はノンケを惚れさせること。マッチングアプリで林と出会い、林を翻弄する。テクが凄い。
兄・大地（Dくん）を介して、桃江と知り合い意気投合する。
家出状態であり、実家とは疎遠になっている。ブラコンの気がある。
栗山大地（くりやま だいち）
桃江のセフレDくん。21歳。フリーター。
栗山聖羅（くりやま せいら）
栗山家の長女。30歳。外資系メーカーに勤める。桜木亜子の上司。
レズビアン。桃江との関係を匂わせる描写もある。

#### ベイビーベイビー
日の出町のソープランド。
心ちゃん（こころちゃん）
ソープ嬢。自称21歳→23歳。檜山からガチ恋されている。
散財癖があり、稼いだ金はホストやソーシャルゲームに使っているほか、ネットショッピングにも多く費やしている。
とにかく相手の容姿を褒め、相性の良さを主張し、はじめてを強調することで檜山をメロメロにしている。
寝ることが好きで、休日は睡眠薬を服用しひたすら寝る。明晰夢を見られる。
山田梢（やまだ こずえ）
林のアパートの隣室に住む清楚風の美女。ソープ嬢で心ちゃんの同僚。源氏名はミキ（幹）。
メンタルヘルスに問題があり、自傷癖がある。

#### (株)カントリーカートゥーン社
楠あやか（くすのき あやか）
制作進行。27歳。女子力高めのバツイチでシングルマザー。
息子アサヒと共に実家住まい。実家は裕福な地主で、孫ラブの父母と姉がいる。
幼少期より小柄であり、それがコンプレックスであった。しかし中学進学頃に「小柄な女性の需要」について知り、そのこと利用して周囲の男性を味方につけるようになった。
白木史敏（しらき ふみとし）
プロジェクトマネージャー。29歳。親が上場企業の創業社長。ポリアモリー気味のバイセクシャル。
動作言動が自他共に認める気障であり、職場でも浮いている。

#### その他
緑ンゴちゃん（みどりんごちゃん）
高杉の同人仲間。30歳。商業エログロ作家。
猟奇描写に興奮するリョナラー。性格は温厚。
柏木柿音（かしわぎ かきね）
高杉の高校の同級生。27歳。明るいギャル。
柿音という名前は『「柿食えばなんか鳴るー」みたいなの』から親が名付けたが、本人もよくわかっていない。
夫たっくん はゴールドマン・〇ックスに勤めている。
柏木苺（かしわぎ いちご）
柿音の娘。4歳。渋谷区の名門幼稚園に通う。
高杉になついている。
楠アサヒ（くすのきあさひ）
楠あやかの息子。4歳。苺と同じ幼稚園に通っている。もてる。
華（はな）
松田の元カノ。ピアニスト。パリの音楽大学に留学している。留学中にコンクールで入賞した。
顔は地味でお洒落には無頓着。しかし男には人気がある。
幸枝（ゆきえ）
林の元カノ。既婚、一子あり。
林と付き合った当初太っていたが、林のサポートで痩せて綺麗になった。その途端、浮気をして林を捨てた。
物語に直接登場はしない。SNSを度々林に覗かれ、近況が語られている。
ドラマ版では本山可奈子という名前に変更されている。
蜜柑ちゃん（みかんちゃん）
コスプレイヤー。檜山とは長い付き合い。
マンガは描けないが、気を使わない関係のため、よく檜山の家で原稿の手伝いをしている。
コロナ禍の自粛中に約270万円かけて顔に整形手術をした。
小木（おぎ）
少年ジャンピオン編集部の女性。檜山の担当。
センスはないが、そこそこの美人。美人に弱い檜山はネームの変更を一方的に受け入れる。
伊森レオポルト（いもりれおぽると）
白木の家に居候している。一途なゲイ。
綺麗な顔をしており、高杉によれば映画『トレインスポッティング』の時のユアン・マクレガーに似ている。
行き倒れていたところに白木から食事を振る舞われ、グイグイ懐いて同棲するようになった。同棲開始直後は付き合っていた。破局後も居候している。
高杉を敵視している。

## 舞台
(株)スタジオデルタ
主要キャラ5人が勤務するCG制作会社。ブラックで低賃金である。高円寺にある。フレックスタイム制。
自由な社風であり、高杉は「とても尖ったファッション」をしている。
社長は足を痛めており、在宅勤務している。
アニメ「宇宙貴公子マジマジ☆プリンス」「マジカル☆モリリン」などの他に特撮「Vレンジャー」やパチンコにも携わっている。
(株)カントリーカートゥーン社
略称「CC」。中目黒にある。
楠木、白木が勤務している。高杉、松田は出向経験がある。

## 書誌情報
- いつまちゃん『来世ではちゃんとします』、集英社〈愛蔵版コミックス〉、既刊14巻（2025年6月18日現在）
  1. 2018年11月19日発売[集 1]、ISBN 978-4-08-792727-6
  2. 2019年7月19日発売[集 2]、ISBN 978-4-08-792731-3
  3. 2019年11月19日発売[集 3]、ISBN 978-4-08-792733-7
  4. 2020年1月17日発売[集 4]、ISBN 978-4-08-792734-4
  5. 2020年8月19日発売[集 5]、ISBN 978-4-08-792737-5
  6. 2021年4月19日発売[集 6]、ISBN 978-4-08-792741-2
  7. 2021年8月18日発売[集 7]、ISBN 978-4-08-792746-7
  8. 2022年2月18日発売[集 8]、ISBN 978-4-08-792750-4
  9. 2022年7月19日発売[集 9]、ISBN 978-4-08-792769-6
  10. 2023年2月17日発売[集 10]、ISBN 978-4-08-792772-6
  11. 2023年9月19日発売[集 11]、ISBN 978-4-08-792775-7
  12. 2024年4月18日発売[集 12]、ISBN 978-4-08-792806-8
  13. 2024年12月18日発売[集 13]、ISBN 978-4-08-792812-9
  14. 2025年6月18日発売[集 14]、ISBN 978-4-08-792816-7

## テレビドラマ
2020年1月9日から3月26日までテレビ東京他で「ドラマパラビ」で木曜 1時35分から2時05分（水曜深夜）にシーズン１が放送された。主演は内田理央。
2021年8月12日から9月30日までシーズン2となる『来世ではちゃんとします2』（らいせではちゃんとしますツー）が放送された。また、Paraviではオリジナルストーリー『来来来世でもちゃんとします』も8月25日から配信された（全3話）。
2022年1月1日（12月31日深夜）0時50分からは『来世ではちゃんとします お正月初夢SP』が放送された。
2023年1月5日（4日深夜）から3月23日（22日深夜）までシーズン3となる『来世ではちゃんとします3』（らいせではちゃんとしますスリー）が放送された。
本稿では便宜上、SeasonをSと省略して表記する。

### キャスト
- 大森桃江 - 内田理央[2]
- 高杉梅 - 太田莉菜[47]
- 松田健 - 小関裕太[47]
- 林勝 - 後藤剛範[47]
- 檜山トヲル - 飛永翼（ラバーガール）[47]
- 桜木亜子 - 小島藤子[48]
- 栗山凪 - ゆうたろう[48]
- 心ちゃん - 中川知香[48]
- 梢ちゃん - 浦まゆ
- Aくん - 塩野瑛久[48]
- Bくん - 平田雄也
- Cくん - 野村尚平（令和喜多みな実）
- Dくん - 富田健太郎
- Eくん - おばたのお兄さん
- ナレーション - つぶやきシロー

### ゲスト

#### シーズン1
第2話
- セックスカウンセラー・ベロニカ - 中尊寺まい（来来来世ちゃん第5.5話、S2第7話、S3第9話）
- 本山可奈子（林の元彼女） - 浦郷絵梨佳（第3話）※写真のみ

第3話
- ソープランドの客 - 高橋義和

第4話
- B子 - 佐々木史帆
- C子 - きなり（S2第1話）

第5話
- 中年男 - 鈴木理学
- サラリーマン - 小村裕次郎
- おじさん - 河合恭嗣

第7話
- 水道修理業者 - 長瀬広臣
- 聖羅 - ルウト（S2第2話、来来来世ちゃん第6.5話、S3第4話、第5話、第9話）
- レズビアンバーの女性 - 外山史織、宇野由菜
- バーテン - かでなれおん
- 編集者 - 山里尚大（集英社・グランドジャンプ編集部[49]） ※声のみ

第8話
- Fくん - 山下航平

第9話
- 若者 - 菅井義久、堀丞

第10話
- シゲヨ - 島田桃依
- Aくんのデート相手 - 中川可菜

第11話
- 梅の母、桃江の姉（2役） - 東城未来 ※声のみ

#### シーズン2
第1話
- 婚活一郎 - 大塚ヒロタ
- 婚活二郎 - 脳みそ夫
- 婚活三郎 - 清水伸
- 婚活四郎 - 吉田宗洋
- 婚活パーティーMC - 宍戸真詩美

第2話
- 白木史敏 - SWAY[50]（第6話 - 第8話）
- 楠あやか - 工藤遥[50]（来来来世ちゃん第5.5話）
- 華 - 千本木彩花 ※声のみ

第3話
- ソープランドの店長 - 大水洋介（ラバーガール）（S3第2話、第6話、最終話は声のみ）

第6話
- 伊森レオポルト - 板垣李光人[50]（第8話）

第7話
- 菜々 - 小林涼子（第8話、S3第11話）

#### お正月SP
- 松田の母 - 町田マリー
- （林の夢の中に登場した）凪の彼氏 - 肉体戦士ギガ[51]

#### シーズン3
第2話
- リンゴちゃん - 小西桜子（第7話）[52]
- たっくん - 飯原僚也（ダウ90000）（第7話）[52]

第3話
- 蜜柑ちゃん - 岬あかり（第6話、第8話）

第4話
- 華 - 筧美和子[52]（第5話）

第6話
- 黒木百合 - 長井短（第7話、第10話）[53]
- 柊忍 - 七瀬公[53]（第10話）
- お隣さん - 泉水美和子

第8話
- 縄文杉虎 - 中野周平（蛙亭）[53]（第10話）

第9話
- Bくん母 - 赤間麻里子
- Bくん父 - 村松利史
- 沙羅双樹 - 野口かおる

### スタッフ
- 原作・EDアニメ - いつまちゃん
- 脚本 - ペヤンヌマキ、舘そらみ
- 監督 - 三木康一郎、湯浅弘章、ペヤンヌマキ、大内隆弘、松浦健志
- 音楽 - スキャット後藤
- 緊縛監修 - 芙羽忍
- チーフプロデューサー - 山鹿達也
- プロデューサー - 祖父江里奈、北川俊樹、熊谷理恵、塙太志
- 制作 - テレビ東京、大映テレビ
- 製作著作 - 「来世ではちゃんとします」製作委員会

### 放送日程
| 話数          | 放送日        | サブタイトル                                                       | 脚本                  | 演出         |
| ------------- | ------------- | ------------------------------------------------------------------ | --------------------- | ------------ |
| 第1話         | 2020年1月09日 | セックス大好き桃江ちゃん 梅ちゃんには彼氏がいない                  | ペヤンヌマキ          | 三木康一郎   |
| 第2話         | 1月16日       | セカンド童貞とヤリチン セフレ初心者とセフレ玄人                    | ペヤンヌマキ          | 三木康一郎   |
| 第3話         | 1月23日       | 風俗ガチ恋・檜山トヲル 大人の趣味 林、マッチングアプリ始めたってよ | ペヤンヌマキ          | 三木康一郎   |
| 第4話         | 1月30日       | 林くんの恋人? ヤリマンとヤリチン                                   | ペヤンヌマキ          | 三木康一郎   |
| 第5話         | 2月06日       | ヤリマンとヤリチンの葛藤 日の出町で働く心ちゃん 桃江らしい時間     | 舘そらみ              | 湯浅弘章     |
| 第6話         | 2月13日       | 桃江の好きな男 みんなのバレンタイン                                | 舘そらみ              | 大内隆弘     |
| 第7話         | 2月20日       | トヲルくんの夢と愛 梅の欲望と桃江の欲望                            | 舘そらみ              | 湯浅弘章     |
| 第8話         | 2月27日       | 百恵ちゃんと童貞くん 松田くん、愛を知る 梅ちゃんの夢               | 舘そらみ              | 松浦健志     |
| 第9話         | 3月05日       | 林の気になる お隣さん ヤリマンと女装男子 凪ちゃんの恋              | 舘そらみ ペヤンヌマキ | ペヤンヌマキ |
| 第10話        | 3月12日       | トヲルくんの秘密 ラブストーリーは突然に?                           | ペヤンヌマキ          | ペヤンヌマキ |
| 第11話        | 3月19日       | みんないつかは、結婚するのかな 煮詰まる夜                          | 舘そらみ ペヤンヌマキ | 湯浅弘章     |
| 第12話        | 3月26日       | さようなら、松田くん スタジオデルタのこじらせた大人たち            | ペヤンヌマキ          | 湯浅弘章     |
| 傑作選 第一夜 | 4月02日       | セックス大好き桃江ちゃん 林君の恋人？                              | ペヤンヌマキ          | 三木康一郎   |
| 傑作選 第二夜 | 4月09日       | 桃江らしい時間 梅の欲望と桃江の欲望                                | 舘そらみ              | 湯浅弘章     |

傑作選は本放送の翌週から2回に分けてテレビ東京で放送（1時28分から1時58分）。
| 話数         | 放送日        | サブタイトル                                                      | 脚本                  | 演出       |
| ------------ | ------------- | ----------------------------------------------------------------- | --------------------- | ---------- |
| 第1話        | 2021年8月12日 | ヤリマン桃江ちゃんの婚活 ヤリチン松田の憂鬱                       | ペヤンヌマキ          | 三木康一郎 |
| 第2話        | 8月19日       | 松田くん監禁される お別れの時が来た                               | ペヤンヌマキ          | 三木康一郎 |
| 第3話        | 8月26日       | 2つのヤバい恋 桃江ちゃんの恋人?                                   | ペヤンヌマキ          | 三木康一郎 |
| 第4話        | 9月02日       | 桃江ちゃんの恋人?後編 悩めるお年頃                                | 舘そらみ              | 三木康一郎 |
| 第5話        | 9月09日       | 林くんの好きな人 檜山くんの休日 愛されたいよ                      | ペヤンヌマキ 舘そらみ | 湯浅弘章   |
| 第6話        | 9月16日       | 梅ちゃん遭難事件簿 禁断の社内恋愛                                 | ペヤンヌマキ          | 湯浅弘章   |
| 第7話        | 9月23日       | Aくんの事情 ヤリマンとヤリチンの過去                              | ペヤンヌマキ          | 湯浅弘章   |
| 第8話        | 9月30日       | 理想の将来 夏の終わりのスタジオデルタ                             | ペヤンヌマキ          | 湯浅弘章   |
| お正月初夢SP | 2022年1月01日 | 桃江ちゃん新年に誓う 年の瀬のオフィスラブ? スタジオデルタの年越し | ペヤンヌマキ          | 三木康一郎 |

| 話数    | 配信日        | サブタイトル                    | 脚本   | 演出     |
| ------- | ------------- | ------------------------------- | ------ | -------- |
| 第4.5話 | 2021年8月25日 | 梅ちゃん、桃江ちゃんを取材する  | 皐月彩 | 松浦健志 |
| 第5.5話 | 9月01日       | ベロニカのガチ恋☆脈アリチェック | 皐月彩 | 松浦健志 |
| 第6.5話 | 9月08日       | 栗山三兄弟の飲み会              | 皐月彩 | 松浦健志 |

| 話数   | 放送日        | サブタイトル                                        | 脚本                | 演出       |
| ------ | ------------- | --------------------------------------------------- | ------------------- | ---------- |
| 第1話  | 2023年1月05日 | ヤりたいふたりの攻防戦 松田くんの葛藤               | ペヤンヌマキ        | 三木康一郎 |
| 第2話  | 1月12日       | 林くんの想い人 梅ちゃんの才能                       | ペヤンヌマキ 皐月彩 | 三木康一郎 |
| 第3話  | 1月19日       | 檜山くんの可愛いアシスタント セフレ達よサラバ!      | ペヤンヌマキ        | 三木康一郎 |
| 第4話  | 1月26日       | ラブホ女子会をしよう いい女は遅れてやってくる       | ペヤンヌマキ        | 三木康一郎 |
| 第5話  | 2月02日       | お姉さんは浮気に入りますか? 涙のバレンタイン        | ペヤンヌマキ        | 三木康一郎 |
| 第6話  | 2月09日       | ノンケが好きな男の娘と、男の娘好き 心ちゃんの心の闇 | ペヤンヌマキ        | 松浦健志   |
| 第7話  | 2月16日       | リンゴちゃんの性癖 謎の女・百合ちゃん襲来           | ペヤンヌマキ 皐月彩 | 松浦健志   |
| 第8話  | 2月23日       | 美しくなりたい 梅ちゃん、パートナーシップを求む     | ペヤンヌマキ 皐月彩 | 湯浅弘章   |
| 第9話  | 3月02日       | Bくんの実家事情                                     | 皐月彩              | 渡邉裕也   |
| 第10話 | 3月09日       | 梅ちゃん、初めての経験 凪ちゃんと百合ちゃん         | ペヤンヌマキ 皐月彩 | 渡邉裕也   |
| 第11話 | 3月16日       | 愛は不安                                            | ペヤンヌマキ 皐月彩 | 湯浅弘章   |
| 第12話 | 3月23日       | 別れの季節 次の来世こそはちゃんとします             | ペヤンヌマキ        | 三木康一郎 |

### 放送局
| 放送期間                | 放送時間                     | 放送局         | 対象地域   | 備考           |
| ----------------------- | ---------------------------- | -------------- | ---------- | -------------- |
| 2020年1月9日 - 3月26日  | 木曜 1:35 - 2:05（水曜深夜） | テレビ東京     | 関東広域圏 | 製作局         |
|                         |                              | テレビ大阪     | 大阪府     |                |
| 2020年1月13日 - 3月30日 | 月曜 2:05 - 2:35（日曜深夜） | テレビ愛知     | 愛知県     |                |
| 2020年1月30日 - 4月16日 | 木曜 2:22 - 2:52（水曜深夜） | テレビ和歌山   | 和歌山県   |                |
| 2020年1月31日 - 4月17日 | 金曜 0:50 - 1:20（木曜深夜） | 鹿児島放送     | 鹿児島県   |                |
| 2020年4月3日 - 6月19日  | 金曜 0:00 - 0:30（木曜深夜） | BSテレ東（2K） | 全国       |                |
|                         |                              | BSテレ東4      | 全国       | 4K制作版で放送 |

| 放送期間                      | 放送時間                     | 放送局         | 対象地域       | 備考           |
| ----------------------------- | ---------------------------- | -------------- | -------------- | -------------- |
| 2021年8月12日 - 9月30日       | 木曜 0:40 - 1:10（水曜深夜） | テレビ東京     | 関東広域圏     | 製作局         |
|                               |                              | テレビ北海道   | 北海道         |                |
|                               |                              | テレビ愛知     | 愛知県         |                |
|                               |                              | テレビ大阪     | 大阪府         |                |
|                               |                              | テレビせとうち | 岡山県・香川県 |                |
|                               |                              | TVQ九州放送    | 福岡県         |                |
| 2021年12月3日 - 2022年1月28日 | 金曜 0:00 - 0:30（木曜深夜） | BSテレ東（2K） | 全国           |                |
|                               |                              | BSテレ東4      | 全国           | 4K制作版で放送 |

| 放送期間               | 放送時間                     | 放送局         | 対象地域       | 備考   |
| ---------------------- | ---------------------------- | -------------- | -------------- | ------ |
| 2023年1月5日 - 3月23日 | 木曜 0:30 - 1:00（水曜深夜） | テレビ東京     | 関東広域圏     | 製作局 |
|                        |                              | テレビ北海道   | 北海道         |        |
|                        |                              | テレビ愛知     | 愛知県         |        |
|                        |                              | テレビ大阪     | 大阪府         |        |
|                        |                              | テレビせとうち | 岡山県・香川県 |        |
|                        |                              | TVQ九州放送    | 福岡県         |        |
| 2023年1月21日 - 4月8日 | 土曜 1:55 - 2:25（金曜深夜） | 静岡放送       | 静岡県         |        |
| 2023年2月7日 - 4月25日 | 火曜 1:05 - 1:35（月曜深夜） | テレビ和歌山   | 和歌山県       |        |
| 2023年2月8日 - 4月26日 | 水曜 0:00 - 0:30（火曜深夜） | びわ湖放送     | 滋賀県         |        |
| 2023年4月7日 - 6月23日 | 金曜 0:00 - 0:30（木曜深夜） | BSテレ東（2K） | 全国           |        |

### ネット配信
シーズン1
Paraviでは2020年1月1日より第1話の先行独占配信が開始された。第2話以降も毎週水曜21時に一週間先行で配信開始されたほか、オリジナル動画も配信されている。
ネットもテレ東、TVer、GYAO!では、BSテレ東での放送直後より最新話限定で広告付き無料配信。
シーズン2
Paraviでは2021年8月4日より第1話の先行独占配信が開始。第2話以降も毎週水曜21時に一週間先行で配信開始された。
ネットもテレ東、TVer、GYAO!では、地上波での放送直後より最新話限定で広告付き無料配信。
シーズン3
Paraviでは2022年12月28日21時より第1話の先行独占配信が開始。第2話以降も毎週水曜21時に一週間先行で配信開始。
ネットもテレ東、TVer、GYAO!では、地上波での放送直後より最新話限定で広告付き無料配信。

### DVD
『来世ではちゃんとします』DVD-BOX
TCエンタテインメントから2020年6月26日発売。4枚組（本編：3枚、特典映像：1枚）。
| テレビ東京系 ドラマパラビ                                           | テレビ東京系 ドラマパラビ                           | テレビ東京系 ドラマパラビ                                     |
| 前番組                                                              | 番組名                                              | 次番組                                                        |
| ------------------------------------------------------------------- | --------------------------------------------------- | ------------------------------------------------------------- |
| ミリオンジョー （2019年10月10日 - 12月26日）                        | 来世ではちゃんとします （2020年1月9日 - 3月26日）   | 藤原竜也の三回道 （2020年4月16日 - 5月21日）                  |
| にぶんのいち夫婦 （2021年6月3日 - 7月29日）                         | 来世ではちゃんとします2 （2021年8月12日 - 9月30日） | つまり好きって言いたいんだけど、 （2021年10月7日 - 12月23日） |
| 夫婦円満レシピ 〜交換しない?一晩だけ〜 （2022年10月6日 - 12月22日） | 来世ではちゃんとします3 （2023年1月5日 - 3月23日）  | 隣の男はよく食べる （2023年4月13日 - 6月29日）                |

## ボイスコミック
2021年9月4日より、YouTubeチャンネルの『ヤンジャン漫画TV@PR【集英社ヤングジャンプ公式】』にてボイスコミック動画が公開されている
キャスト
- 大森桃子 - 貫井柚佳
- 高杉梅 - 中村桜
- 檜山トオル - 柳晃平
- 松田健 - 井上雄貴
- 林勝 - 木内太郎